# ألاميلو (سيوداد ريال)
بلدية ألاميلو (بالإسبانية: Alamillo)‏، هي إحدى بلديات مقاطعة سيوداد ريال إحدى مقاطعات إسبانيا، والتي تقع في منطقة قشتالة لا منتشا وسط إسبانيا.
يبلغ عدد سكانها 604 نسمة وفقاً لإحصائية سنة (2007).